# Atari STBook
Atari ST BOOK – 16/32 Bit Personal Notebook Computer – notebook oparty na architekturze komputerów serii ST firmy Atari. Został zaprezentowany na targach CeBIT w lipcu 1991 roku. Jeden z pierwszych komputerów przenośnych, pierwszy tak lekki i prawdziwie przenośny notebook. Jego stosunkowo niska cena – 2 tys. dolarów i zaskakujące możliwości przyciągały wielu klientów, jednak wyprodukowano tylko około 1000 sztuk tego komputera. W stosunku do poprzedniego modelu przenośnego Atari STacy firma zrobiła znaczący postęp jeżeli chodzi o ergonomię, wyprzedzając ówczesną konkurencję o wiele lat. Co może dziwić komputer był dość znacznie zubożony w stosunku do poprzednika, nie oferując właściwie znaczących ulepszeń sprzętowych. Brak stacji dysków w tamtych czasach był rozwiązaniem odważnym i mógł być atutem, choć stał się mankamentem. Zapowiadana zewnętrzna stacja dysków nie została nigdy wprowadzona do masowej produkcji. Ograniczona kompatybilność z serią ST sprawiła, że komputer stracił na popularności. Konkurentem zarówno pod względem oferowanych możliwości, jak i czasowo był Macintosh PowerBook 100.

## Specyfikacja komputera
- Model: NST-141
- Procesor: Motorola MC68HC000/8 MHz
- Blitter
- Pamięć RAM: 1 lub 4 MB (pseudo StaticRAM)
- Pamięć ROM: 512kB zawiera system operacyjny Atari TOS 2.06 w specjalnej odmianie rozszerzonej o dotykowe oprogramowanie
- Zegar czasu rzeczywistego podtrzymywany bateryjnie (3V Lithium Battery)

- Grafika:
  - wyświetlacz: pasywna matryca STN LCD 10,4" (Epson), bez podświetlenia
    - monochromatyczny tryb 640x400 pikseli ST High

  - wbudowany BLiTTER

- Dźwięk:
  - układ Yamaha Y3439-F (kompatybilny z YM-2149)
    - programowalny generator dźwięku umożliwiający trzykanałową syntezę dźwięku,
    - wyprowadzenie dźwięku: głośniczek wewnętrzny (mono)

- Pamięć masowa:
  - wbudowany twardy dysk 2,5" IDE/40MB

- Urządzenia wejścia:
  - wbudowane urządzenie wskazujące „VectorPad”
  - klawiatura

- Złącza:
  - ST Book Expansion Bus (120 pinów),
  - MIDI Out / In / Thru (Mini-DIN),
  - ACSI(DMA) / FDD (zasilanie dla urządzeń zewnętrznych),
  - Centronics,
  - port szeregowy RS232C (maksymalnie 38.4 kbps),
  - port zewnętrznej klawiatury i myszy,
  - wewnętrzny port rozszerzeń,
  - wewnętrzne złącze modemu (serial),
  - wewnętrzne złącze dysku twardego IDE 44 pin

- Waga: około 2 kg
- Wymiary: 215 × 279 × 35 mm
- Zasilanie
  - Siedem baterii typu AA (5–10 godzin pracy)
  - Akumulator ogniw NiCad (ładowanie trwa 2 godziny niezależnie od tego czy komputer jest włączony czy nie)
- Cena: ok. 2 tys. USD (ok. 3,98 tys. USD w 2021[a])

Ze względu na swoje wymiary i wagę STBook mieści się w dzisiejszej kategorii subnotebooków.